# Клан, Брэдли
Брэдли Клан (англ. Bradley Klahn; род. 20 августа 1990 года, Поуэй, США) — американский профессиональный теннисист.

## Общая информация
Брэдли — старший из трёх детей Дэннис и Нэнси Клан, его сестру зовут Кэтрин, его брата — Брайан.
Американец впервые пришёл в теннис в 11 лет. Брэдли считает своим любимым покрытием хард, любимым ударом — форхенд. Его кумирами в мире тенниса в детстве были соотечественники Пит Сампрас, Андре Агасси и Энди Роддик.

## Спортивная карьера

### 2009-2013
Профессиональную карьеру Брэдли начал в 2009 году. В 2010 году дебютировал на турнире  серии Большого шлема, сыграв на Открытом чемпионате США, где в первом же раунде уступил соотечественнику Сэму Куэрри. В 2012 году на этом же турнире, пробившись через квалификацию, ему удалось в первом раунде обыграть 36-ю ракетку мира Юргена Мельцера в пяти сетах 4-6, 6-3, 7-5, 5-7, 6-4, но во втором он уступил 14-му в мире Ришару Гаске. В марте 2013 года Клан выиграл первый турнир из серии «фьючерс». В августе того же года выиграл турнир из серии «челленджер» в Аптосе, а на Открытом чемпионате США выходит во второй раунд. В ноябре он побеждает на «челленджере» Йонволе и впервые попадает Топ-100, заняв по итогам сезона 97-е место.

### 2014
В январе 2014 года сыграл на Открытом чемпионате Австралии, где в первом раунде уступил Григору Димитрову. Затем Брэдли выигрывает «челленджеры» в Мауи и Аделаиде. К марту 2014 года достигает пиковой в карьере строчки в мировом рейтинге — 63-го места. На дебютных в основной сетке Открытом чемпионате Франции и Уимблдонском турнире Клан проигрывает в первом же раунде. Такой же результат в этом сезоне у американца происходит и на Открытом чемпионате США. В ноябре ему удалось победить на «челленджере» в Траралгоне.

### 2017
В октябре 2017 Клан сумел добраться до финала челленджера в Мексике, где уступил немецкому теннисисту Максимилиану Мартереру со счётом 0-2 (6-7 6-7). Меньше, чем через неделю, они снова встретились между собой в 1/2 финала американского челленджера в городе Фейрфилде, где Брэдли взял реванш и одержал победу со счётом 2-0 (6-1 6-3), но выйдя финал опять не смог завоевать титул, уступив своему соотечественнику Маккензи Макдональду со счётом 0-2 (4-6 2-6).

### 2019
В июле на Уимблдонском турнире проиграл в первом раунде бельгийцу Давиду Гоффену в трёх сетах.
На Открытом чемпионате США дошёл до второго раунда, но проиграл Кею Нисикори в четырёх сетах.

## Рейтинг на конец года
| Год  | Одиночный рейтинг | Парный рейтинг |
| 2018 | 76                | 212            |
| 2017 | 214               | 222            |
| 2016 | 852               | 0              |
| 2015 | 513               | 752            |
| 2014 | 148               | 152            |
| 2013 | 97                | 147            |
| 2012 | 248               | 578            |
| 2011 | 669               | 568            |
| 2010 | 798               | 469            |
| 2009 | 689               |                |

## Выступления на турнирах

### Финалы челленджеров и фьючерсов в одиночном разряде (11)

#### Победы (6)
| Титулы            |
| Челленджеры (5+4) |
| Фьючерсы (1+1)    |

| Титулы по покрытиям | Титулы по месту проведения матчей турнира |
| ------------------- | ----------------------------------------- |
| Хард (6+4)          | Зал (0)                                   |
| Грунт (0+1)         | Зал (0)                                   |
| Трава (0)           | Открытый воздух (6+5)                     |
| Ковёр (0)           | Открытый воздух (6+5)                     |

| №  | Дата            | Турнир               | Покрытие | Соперник в финале | Счёт           |
| 1. | 24 марта 2013   | Коста-Меса, США      | Хард     | Чо Минхёк         | 6-3 6-3        |
| 2. | 11 августа 2013 | Аптос, США           | Хард     | Даниэль Эванс     | 3-6 7-6(5) 6-4 |
| 3. | 10 ноября 2013  | Йонволь, Южная Корея | Хард     | Таро Даниэль      | 7-6(5) 6-2     |
| 4. | 26 января 2014  | Мауи, США            | Хард     | Ян Цзунхуа        | 6-2 6-3        |
| 5. | 9 февраля 2014  | Аделаида, Австралия  | Хард     | Тацума Ито        | 6-3 7-6(9)     |
| 6. | 2 ноября 2014   | Траралгон, Австралия | Хард     | Джармере Дженкинс | 7-6(5) 6-1     |

#### Поражения (5)
| №  | Дата             | Турнир               | Покрытие | Соперник в финале | Счёт            |
| 1. | 20 сентября 2009 | Клермонт, США        | Хард     | Матей Боцко       | 6-7(4) 3-6      |
| 2. | 17 марта 2013    | Калабасас, США       | Хард     | Санам Сингх       | 3-6 6-1 6-7(3)  |
| 3. | 7 июля 2013      | Уиннетка, США        | Хард     | Джек Сок          | 4-6 2-6         |
| 4. | 21 июля 2013     | Бингемтон, США       | Хард     | Алекс Кузнецов    | 4-6 6-3 3-6     |
| 5. | 3 ноября 2013    | Траралгон, Австралия | Хард     | Юки Бхамбри       | 7-6(13) 3-6 4-6 |

### Финалы челленджеров и фьючерсов в парном разряде (10)

#### Победы (5)
| №  | Дата            | Турнир           | Покрытие | Партнёр        | Соперники в финале                  | Счёт                  |
| 1. | 2 июня 2013     | Бакэу, Румыния   | Грунт    | Майкл Винус    | Пётр Гадомский Тристан Ламасин      | 7-6(4) 6-7(4) [14-12] |
| 2. | 21 июля 2013    | Бингемтон, США   | Хард     | Майкл Винус    | Джон-Патрик Смит Адам Фини          | 6-3 6-4               |
| 3. | 17 ноября 2013  | Иокогама, Япония | Хард     | Майкл Винус    | Санчай Ративатана Сончат Ративатана | 7-5 6-1               |
| 4. | 12 октября 2014 | Тибурон, США     | Хард     | Адиль Шамасдин | Карстен Болл Мэтт Рид               | 7-5 6-2               |
| 5. | 16 ноября 2014  | Иокогама, Япония | Хард     | Мэтт Рид       | Маркус Даниэлл Артём Ситак          | 4-6 6-4 [10-7]        |

#### Поражения (5)
| №  | Дата             | Турнир          | Покрытие | Партнёр           | Соперники в финале            | Счёт                 |
| 1. | 21 апреля 2013   | Сарасота, США   | Грунт    | Стив Джонсон      | Илья Бозоляц Сомдев Девварман | 7-6(5) 6-7(3) [9-11] |
| 2. | 28 июля 2013     | Лексингтон, США | Хард     | Майкл Винус       | Фрэнк Данцевич Питер Полански | 5-7 3-6              |
| 3. | 13 октября 2013  | Тибурон, США    | Хард     | Раджив Рам        | Остин Крайчек Райн Уильямс    | 4-6 1-6              |
| 4. | 28 сентября 2014 | Напа, США       | Хард     | Тим Смычек        | Питер Полански Адиль Шамасдин | 6-7(0) 1-6           |
| 5. | 10 января 2015   | Нумеа, Франция  | Хард     | Джармере Дженкинс | Остин Крайчек Теннис Сандгрен | 6-7(2) 7-6(5) [5-10] |